# Maarkedal
Maarkedal (franceză Markedal) este o comună neerlandofonă situată în provincia Flandra de Est, regiunea Flandra din Belgia. La 1 ianuarie 2008 avea o populație totală de 6.446 locuitori. Comuna Maarkedal este formată din localitățile Etikhove, Maarke-Kerkem, Nukerke și Schorisse. Suprafața totală a comunei este de 45,63 km². 